# Maradishivapur, Gokak
Maradishivapur là một làng thuộc tehsil Gokak, huyện Belgaum, bang Karnataka, Ấn Độ.